# Vertiujeni, Florești
Vertiujeni este un sat din raionul Florești, Republica Moldova.

## Istorie

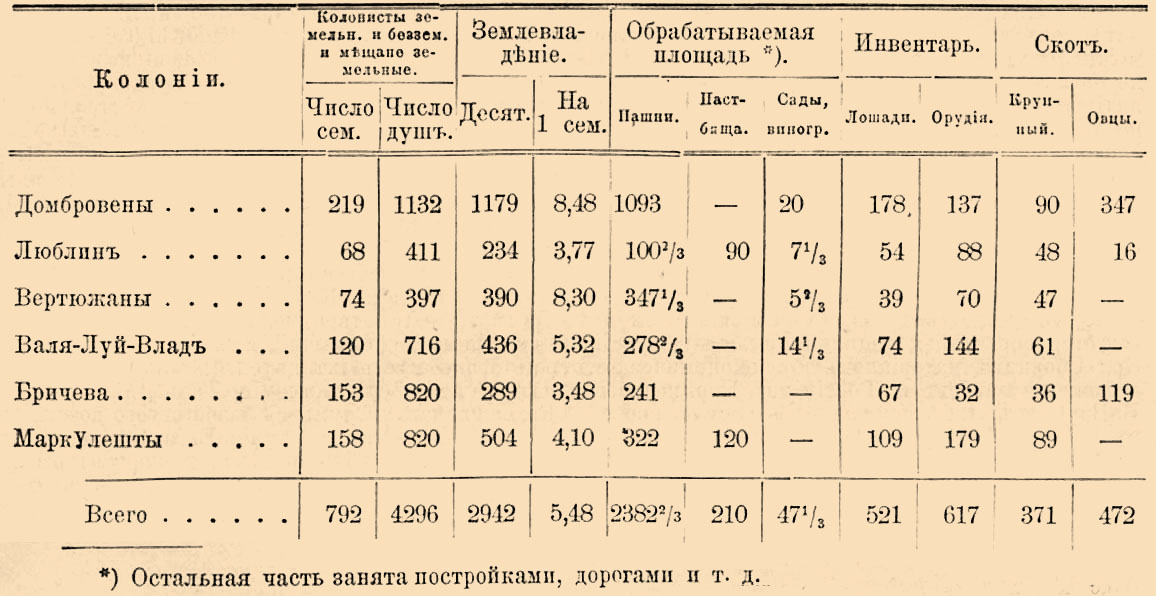
Ilustrație din Enciclopedia evreiască a lui Brockhaus și Efron (1906-1913), cu date generale privind populația, proprietatea, terenul cultivat, precum și condițiile economice a coloniilor evreiești din Basarabia (Vertiujeni e al treilea în listă).

Satul a fost fondat ca o colonie agricolă evreiască în 1838 de 42 de familii pe 390 de acri de pământ, în 1885 în sat locuiau 36 de familii, iar în 1897, dintr-un număr total de 1.057 suflete, 1.047, sau 99%, erau evrei; în 1930, locuia 1.843 de evrei (91% din populația totală), dintre care un sfert erau angajați în agricultură și viticultură. Înainte de al Doilea Război Mondial, în sat activau patru sinagogi. În anii 1918-1940 satul s-a numit Șteap. 
La începutul lui iulie 1941, populația a fost executată aproape în întregime, de la o mie și jumătate la două mii de evrei. Calea pe care oamenii au fost conduși la execuție a fost numită mai mulți ani printre locuitorii din Vertiujeni, drept „calea evreiască”. În plus, în vara și toamna aceluiași an, în localitate a fost creată o tabără de tranzit-ghetou, în care se aflau aproximativ 23 de mii de oameni. În septembrie 1941, unii dintre evreii din Vertiujeni au fost deportați în Transnistria. Lagărul a fost lichidat în iarna anului 1944..
În anii 1940-1957, a fost centrul administrativ al raionul Vertiujeni.
La începutul anului 1990, satul Vertiujeni a fost retrocedat raionului Florești, din care în 1969 a fost transferat raionului Camenca.

## Demografie

### Structura etnică
Structura etnică a satului conform recensământului populației din 2004:
| Grup etnic         | Populație | % Procentaj |
| ------------------ | --------- | ----------- |
| Moldoveni / Români | 1.816     | 99,5%       |
| Ruși               | 7         | 0,38%       |
| Ucraineni          | 2         | 0,11%       |
| Total              | 1.825     | 100%        |

## Administrație și politică
Componența Consiliului local Vertiujeni (9 consilieri), ales la 5 noiembrie 2023, este următoarea:
|  | Partid                                        | Consilieri | Componență | Componență | Componență | Componență | Componență | Componență | Componență |
|  | --------------------------------------------- | ---------- | ---------- | ---------- | ---------- | ---------- | ---------- | ---------- | ---------- |
|  | Partidul Dezvoltării și Consolidării Moldovei | 7          |            |            |            |            |            |            |            |
|  | Partidul Acțiune și Solidaritate              | 2          |            |            |            |            |            |            |            |

## Personalități

### Născuți în Vertiujeni
- Falik Lerner (1904–1974), prozator, publicist, jurnalist și editor argentinian
- Haim Hoihman (1908–1988), scriitor, pedagog și jurnalist moldovean, sovietic și israelian
- Felix Catovsky (1908–1993), jurnalist și romancier argentinian
- Lev Iaruțki (1931–2002), etnograf, corespondent și profesor sovietic și ucrainean
- Idel Bronștein (1936–2019), matematician și profesor sovietic, moldovean și american
- Alexandru Mironov (n. 1942), scriitor, jurnalist și politician român, fost Ministru al tineretului și sportului (1993-1996)
- Anatolie Doroș (n. 1983), fotbalist moldovean

## Vezi și
- Raionul Vertiujeni